# Pretekst (album)
Pretekst – debiutancki album studyjny polskiego rapera Nizioła. Wydawnictwo ukazało się 12 grudnia 2014 roku nakładem wytwórni muzycznej Banita Records w dystrybucji CD-Contact. Produkcji nagrań podjęli się NWS, Siwers, Czaha, Kriso, WOWO, Tytuz, Dechu, Wrotas, WOLA, Piero, Rayeza, Cheyenno oraz Morfix. Z kolei wśród gości na płycie znaleźli się m.in. Junior Stress, AK-47, Sokół i Lukasyno.
Album dotarł do 43. miejsca zestawienia OLiS i uzyskał status złotej płyty.

## Lista utworów
Opracowano na podstawie materiału źródłowego.
1. "Zawsze coś" (gościnnie: Siwers, Junior Stress i Dobo ZDR, produkcja: NWS/Siwers, cuty: DJ Phunk'ill) - 4:14
2. "Lux" (produkcja: Czaha, scratche: DJ Gondek) - 3:22
3. "Spokój" (gościnnie: Dawidzior HTA, NON Koneksja i Mara MDM, produkcja: Kriso) - 4:40
4. "Gniew emigranta" (gościnnie: Żabol $zajka i Profus PPZ, produkcja: WOWO) - 3:46
5. "W razie w" (gościnnie: Parol Syndykat i Polska Wersja, produkcja: Tytuz) - 4:28
6. "Gehenna" (gościnnie: AK-47, produkcja: Dechu) - 4:06
7. "Wspomnienia" (gościnnie: Monica Michael, produkcja: Wrotas) - 3:59
8. "Od słowa do słowa" (produkcja: Czaha) - 3:01
9. "Stary wyga" (gościnnie: Sokół i Lukasyno, produkcja: Dechu, scratche: DJ Gondek) - 4:01
10. "Krk rap" (gościnnie: Wysoki Lot, $zajka, Firma, Chinczyk i Songo Omerta, produkcja: Wrotas, scratche: DJ Gondek) - 5:00
11. "Z sz. i p." (gościnnie: Bonus RPK, Dobo ZDR, Żabol $zajka i Parol Syndykat, produkcja: WOLA) - 3:53
12. "Jakby co to ja nic" (gościnnie: $iupacz $zajka, Sabot i Tobi, produkcja: Piero) - 3:54
13. "Świadomość" (produkcja: Czaha, scratche: DJ Gondek) - 3:25
14. "Szkoda, że cię nie ma" (produkcja: Czaha, scratche: DJ Gondek) - 2:10
15. "Morale" (gościnnie: KęKę i Joanna, produkcja: Rayeza) - 3:33
16. "Nie rozumiem" (produkcja: Cheyenno, scratche: DJ Gondek) - 3:43
17. "Nowe czasy" (gościnnie: Miku MDM i TPS ZDR, produkcja: Tytuz) - 3:17
18. "Bywa" (produkcja: Morfix) - 4:18